# 연천 숭의전지
연천 숭의전지(漣川 崇義殿址)는 대한민국 경기도 연천군 미산면 아미리에 있는, 숭의전이 있던 자리이다. 숭의전은 연천군 미산면 아미리에 있었으며, 조선시대에 고려 태조를 비롯한 7왕의 위패를 모시고 제사 지내던 사당이다. 숭의전이 있던 자리가 1971년 12월 28일 대한민국의 사적 제223호로 지정되었다.

## 개요
조선시대에 고려 태조를 비롯한 7왕의 위패를 모시고 제사 지내던 숭의전이 있던 자리이다.
태조 이성계는 1397년에 고려 태조 왕건의 전각을 세웠고 정종 원년(1399)에는 태조 외에 고려의 혜종, 성종, 현종, 문종, 원종(충경왕), 충렬왕, 공민왕의 제사를 지냈다. 그후 세종 5년(1423), 문종 2년(1452)에 고쳐 지었다. 문종 때는 전대의 왕조를 예우하여 ‘숭의전’이라 이름짓고, 고려왕조 4왕인 태조, 현종, 문종, 원종의 위패를 모시고 고려의 충신 15명을 함께 제사지내게 하였다.

## 같이 보기
- 연천 숭의전 제례 - 연천군 향토유적 제25호

## 참고 자료
- 연천 숭의전지 - 국가유산청 국가유산포털